# Bibliothèque nationale d'Arménie
La Bibliothèque nationale d'Arménie (en arménien : Հայաստանի Ազգային Գրադարան, Hayastani Azgayin gradaran), ainsi dénommée depuis 1990, est la bibliothèque nationale de la république d'Arménie, fondée en 1832 à Erevan, alors protectorat de l'Empire russe.
La bibliothèque se définit par ses activités de recherche et comme centre de référence national pour la culture arménienne et sa préservation, car elle contient la plus grande collection mondiale d'ouvrages en arménien. Ainsi, certains des documents imprimés en arménien les plus anciens y sont conservés dans son Musée de l'imprimé, comme le premier livre imprimé en arménien, datant de 1512, la première carte, de 1695 et des exemplaires du premier journal, l'Azdarar, imprimé dans la communauté arménienne de Madras de 1794 à 1796. Au premier janvier 2015, sa collection comptait 6,3 millions d'ouvrages, ainsi qu'une bibliothèque numérique. Selon son site internet, elle accueille aussi 900 visiteurs par jour et prête 1,5 million de documents par an.
Lors de sa fondation, elle occupe une partie des locaux du gymnase masculin national, avec sa collection initiale de 18 000 volumes. En 1925, elle change de nom pour s'appeler la Bibliothèque Alexandre Miasnikian, du nom d'une figure du soviétisme révolutionnaire arménien mort cette année-là. Avec la fin de la période communiste, la bibliothèque retrouve son nom de Bibliothèque nationale en 1990.
Depuis le 20 février 2017, les fonctions de la « Chambre du livre de l'Arménie » (Հայաստանի ազգային գրապալատ, Hayastani Azgayin grapalat), l'institution qui s'occupe de répertorier toutes les publications arméniennes depuis son ouverture en 1925 (dans la république socialiste fédérative soviétique de Transcaucasie), ont été transférées à la Bibliothèque, la rapprochant du modèle d'une collection nationale, où tous les livres publiées sont déposés d'après un dépôt légal (même si en Arménie, le dépôt légal est fait de manière volontaire).
Le bâtiment principal est érigé en 1939 selon les plans de l'architecte Alexandre Tamanian, avec le financement du gouvernement soviétique d'Arménie et d'un don de Grigor et Karapet Melkonian. Il est rénové ensuite entre 2008 et 2011 par le gouvernement de la république d'Arménie. Au même moment, l'Institut des manuscrits anciens, le Matenadaran, déménage à Erevan ; c'est la volonté des autorités soviétiques de réunir les manifestations culturelles du peuple arménien dans la capitale.